# Chariclea delphinii
Chariclea delphinii är en fjärilsart som beskrevs av Carl von Linné 1758. Chariclea delphinii ingår i släktet Chariclea och familjen nattflyn. Inga underarter finns listade i Catalogue of Life.